# Hamborg
Hamborg (tysk: Hamburg, officielt: Freie und Hansestadt Hamburg) er den næststørste by i Tyskland efter Berlin og den ottende største by i Europa. Byen havde et indbyggertal på 1.862.565 (31.12.2024), det større tætbebyggede område (tysk Ballungsraum) 2,8 mio. indbyggere, mens metropolregionen Hamborg havde 5,38 mio. indbyggere (2019). Hamborg er beliggende i Nordtyskland ved floden Elben, ca. 100 km. sydøst for dens munding i Nordsøen. Byen, der ligesom Berlin udgør én kommune, danner sin egen delstat (755,22 km²) og er Tysklands arealmæssigt næstmindste; kun Bremen er mindre.
Hamborgs historie begynder med opførelsen af borgen Hammaburg i starten af 800-tallet på floden Elben og søen Alsteren. Borgen blev beordret bygget i år 808 af kejser Karl den Store som forsvar mod vikinger fra nord og slaver fra øst. Borgen blev ødelagt og genopbygget mange gange inden for de følgende århundreder, blandt andet hærgede vikinger under den danske Kong Erik området og ødelagde i 845 byen, der på det tidspunkt havde omkring 500 indbyggere. I 1189 fik Hamborg officielt købstadsrettigheder efter Lübeck som forbillede, og derved var den grundlagt som by.
1900-tallet var præget af de to verdenskrige, hvor Hamborg med sine mange store værfter og høje
industriproduktion var mål for allierede bombardementer. Både selve bomberne og de efterfølgende brande lagde store dele af byens centrum i ruiner. De vidtstrakte havneområder blev næsten fuldstændigt ødelagte, og det samme gjorde en del af byens omfattende industrianlæg. Den efterfølgende genopbygning af Hamborg gik stærkt de følgende år, og den skabte ny økonomisk vækst for byen, som tilfældet var for store dele af Vesttyskland.
Siden 1919 har Hamborg været universitetsby og fik i 1979 også et teknisk universitet. Hamborg Universitet har over 40.000 studerende. Der er desuden højere læreanstalter for musik og billedkunst. Havnen i Hamborg er rygraden i byens økonomi, det er den tredjestørste havn i Europa, efter Rotterdam og Antwerpen. Havnen fylder 7.399 hektar og har siden 2009 håndteret tre mio. containere (2013). Derudover er der flere værfter, stål-, aluminium- og kobberindustrier.
Hamborg har som erhvervsregion stærke klynger inden for kemisk industri, fødevareerhverv, vedvarende energi, biovidenskab, logistik, medier og IT, maritim økonomi og luftfart. Hamborg er også et vigtigt center for luftfartsindustrien, Airbus har en stor samlefabrik i byen. I metropolregionen har 35.000 mennesker en arbejdsplads med relation til luftfart. Udover de store virksomheder som Airbus, Lufthansa Technik samt Hamburgs lufthavn, Flughafen Hamburg, findes der omkring 300 virksomheder, der er underleverandører. Technische Universität Hamburg (teknisk universitet), Hochschule für Angewandte Wissenschaften (universitet for anvendte videnskaber), Bundeswehrs universitet og teknologicenteret Hamburg-Finkenwerder danner tilsammen en infrastruktur inden for uddannelse og forskning, som har med luftfart at gøre.
Med over 2.300 broer har Hamborg flere broer end Amsterdam eller Venedig.
I 1997 begyndte projektet HafenCity, som bliver en ny bydel. Hamburg er en af Tysklands ældste og mest velhavende byer, men er også en international metropol med Tysklands næststørste indbyggertal, hvor 15 procent af de omkring 1,7 millioner indbyggere i øvrigt er immigranter.
Indvandrere kommer fra 180 forskellige lande, dog er størstedelen fra Tyrkiet, Polen, Afghanistan, Portugal, Rusland og Serbien.
Hamborg er især kendt for fodboldklubberne Hamburger SV og FC St. Pauli, der begge spiller i 2. Bundesliga, dens mange shoppingkvarterer, de mange museer og udstillingssteder og ikke mindst det farverige natteliv i og omkring Reeperbahn og Sankt Pauli, hvor alt fra teatre, kasinoer, barer, diskoteker, restauranter, stripklubber, sexshops og bordeller sætter deres markante præg på gadebilledet.

## Historie
Der er fundet spor efter rensdyrjægere fra tidlig stenalder (11000-4000 f.Kr), og spor efter en mere fastboende befolkning i yngre stenalder og bronzealderen.  Den første faste beboelse af bostedet dateres til det 4. århundrede f.Kr., af Claudius Ptolemæus betegnet som Treva. Fra det 4. til det 6. århundrede indvandrede sakserne til området nord for Elben.
Den ældste skriftlige dokumentation er fra det 7. århundrede. På højre bred af Elben, på en høj nær det sted, hvor ebbe og flod ophører at gøre sig gældende, byggede Karl den Store i begyndelsen af 9. århundrede en grænseborg, som historikeren Eginhard kaldte Hochbucki eller Hockbocki,  siden kaldt Hammaburg efter den nærliggende saksiske landsby Hamm (= skov). Allerede i byens første år blev der bygget en kirke indenfor voldene. Byen lå omtrent, hvor nu gaderne Kattrepel, Speersort, Schmiedestrasse og Schopenstehl ligger.
Omkring denne borg opvoksede byen Hamborg, der fik sin første kirke i 811. Ærkebiskop Ebo af Reims, der drev missionsvirksomhed i disse egne, byggede 823 et kapel i det efter ham opkaldte Eppendorf. 831 blev den frankiske munk Ansgar udnævnt til ærkebiskop af Hamborg, og Hamborg blev således et centrum for den nordiske mission. Da danske vikinger havde hærget Hamborg og brændt kirken (845), blev bispedømmet Hamborg forenet med Bremen. I den følgende tid var Hamborg gentagne gange udsat for danskernes og slavernes overfald, men opstod atter af ruinerne. Greverne af Schauenburg herskede i Holsten og Hamborg fra 1110; dog nød Hamborgs borgere et ret udstrakt selvstyre. 1188 grundlagdes Neustadt ved siden af det ældre Altstadt, og det følgende år skaffede greven af Schauenburg staden et kejserligt fribrev, der blandt andet gav borgerne ret til toldfri fart på Elben mellem byen og havet. At Hamborgs konkurrent, det længere oppe ad floden liggende Bardowiek, 1189 blev ødelagt af Henrik Løve, fremmede også Hamborgs kommercielle udvikling. Staden drev søfart på Holland, Flandern, London og Gotland: Produkter fra Elbens opland udførtes over Hamborg, og vidt berømt var allerede i den tidlige middelalder det hamburgske øl.
Allerede i tidlig middelalder blev Hamborg storaftager af holstensk korn. Vestholsten til Segeberg og Rendsborg var hovedforsyningsområde for Hamborg. Efter, at Christian I var blevet konge over Danmark og Slesvig samt greve over Holsten i 1460, blev disse handelsmønstre stadfæstede: i 1462 anerkendte han Hamborgs opkøbsret for korn, kvæg og andre varer i Slesvig, Holsten og Stormarn, og 1465-85 fik byen Steinburg Amt i pant og kunne dermed kontrollere kornudførslen via Stör.
- Hamborg,1150
- Hamborg by og land, 1465
- Hamborg 1588
- Hamborg, 1800. Altona og de øvrige byer mod nord hørte til Holsten og det danske monarki
- Jungfernstieg, 1895
- Domkirken St. Michaelis, Hamborgs historiske vartegn
- Kort over oversvømmelser i Hamborg under stormfloden i 1962

- 810 byggede Karl 1. den Store en kirke for at kristne den nordlige del af sit rige. For at sikre kirken mod angreb fra fjendtlige saksiske og slaviske stammer byggede han borgen Hammaburg, hvor nu Domkirkepladsen ligger.
- 831 grundlagde Ludvig den Fromme et bispedømme omkring Hammaburg. Kort efter Rigsdelingen i Verdun overfaldt vikingerne og senere slaviske stammer området, og ærkebiskoppen flyttede sit sæde til Bremen.
- 832 er navnet Hammaburg for første gang dokumenteret.
- 1189 fik byen sine havnerettigheder og udviklede sig gennem middelalderen til et vigtigt handelscentrum, med bl.a. 600 bryggerier.
- 1240 anlægges nye forsvarsanlæg, der i 1250 omslutter hele den indre by og i dag stadig præger bybilledet i grundrids, med mure og stednavne som Steintor, Millerntor og Alstertor (Tor: port). I den periode blev der også bygget mange klostre.
- 1270 trådte lovbogen Ordelbook i kraft.
- 1284 5. august bliver Hamborg hærget af en ødelæggende brand, som rammer den daværende befolkning på 5000 indbyggere hårdt.
- 1292 får Hamborgs råd lovgivende magt.
- 1350 Pesten når Hamborg, med 6000 dødsofre til følge.
- 1410 Hamborg får sin første forfatning.
- 1529 Hamborg bliver evangelisk-luthersk. Reformationstiden forløb fredeligt i Hamborg, og byen blomstrede. Mange forfulgte, særlig hollændere, indvandrede.
- 1619 var Hamborg Tysklands største by.
- 1813−1814 belejres Hamborg af russiske tropper under Napoleonskrigene.
- 1815 træder Hamborg ind i det Tyske Forbund.
- 1864 Preussen og Østrig erobrer Slesvig og Holsten, og Hamborg grænser ikke længere op til Danmark.
- 1871 bliver Hamborg en del af det Tyske Rige.
- 1892 hærger en koleraepidemi med 8600 døde. Senatet tøver med at gribe ind, fordi man frygter at handelen vil lide skade. Demokratiske og sundhedsmæssige reformer følger.
- 1937 udvides Hamborg til at omfatte forstæderne i Nedersaksen og Slesvig-Holsten, bl.a. det tidligere danske Altona.
- 1939−1945 under 2. verdenskrig blev mere end 50 procent af byen totalt ødelagt.
- 1962 rammes Nordtyskland og Hamborg af en stormflod. 315 dør og 60000 må evakueres. (se Stormfloden i Nordtyskland 1962)

## Geografi

### Klima
| Vejr for Hamborg (1991-2020)                | Vejr for Hamborg (1991-2020) | Vejr for Hamborg (1991-2020) | Vejr for Hamborg (1991-2020) | Vejr for Hamborg (1991-2020) | Vejr for Hamborg (1991-2020) | Vejr for Hamborg (1991-2020) | Vejr for Hamborg (1991-2020) | Vejr for Hamborg (1991-2020) | Vejr for Hamborg (1991-2020) | Vejr for Hamborg (1991-2020) | Vejr for Hamborg (1991-2020) | Vejr for Hamborg (1991-2020) | Vejr for Hamborg (1991-2020) |
|                                             | Jan                          | Feb                          | Mar                          | Apr                          | Maj                          | Jun                          | Jul                          | Aug                          | Sep                          | Okt                          | Nov                          | Dec                          | År                           |
| ------------------------------------------- | ---------------------------- | ---------------------------- | ---------------------------- | ---------------------------- | ---------------------------- | ---------------------------- | ---------------------------- | ---------------------------- | ---------------------------- | ---------------------------- | ---------------------------- | ---------------------------- | ---------------------------- |
| Gennemsnitlig maks °C                       | 4,2                          | 5,2                          | 8,7                          | 13,9                         | 18                           | 20,9                         | 23,2                         | 23                           | 18,8                         | 13,6                         | 8,2                          | 5                            | 13,6                         |
| Gennemsnitlig °C                            | 2,1                          | 2,4                          | 4,9                          | 9,1                          | 13                           | 16                           | 18,3                         | 18                           | 14,4                         | 10                           | 5,7                          | 2,9                          | 9,7                          |
| Gennemsnitlig min °C                        | −0,5                         | −0,5                         | 1,1                          | 4                            | 7,6                          | 10,8                         | 13,3                         | 13,1                         | 10,1                         | 6,3                          | 2,9                          | 0,4                          | 5,7                          |
| Gennemsnitlig nedbør mm                     | 67                           | 55                           | 57                           | 39                           | 58                           | 74                           | 82                           | 78                           | 65                           | 63                           | 61                           | 73                           | 772                          |
| Kilde: https://wetterlabs.de/klima/hamburg/ |                              |                              |                              |                              |                              |                              |                              |                              |                              |                              |                              |                              |                              |

## Politik
Hamborgs delstatsparlament hedder die Bürgerschaft ("borgerskabet"). Delstatsparlamentet vælger senatet, bystatens regering, som ledes af en overborgmester (erster Bürgermeister, "første borgmester").
Efter at have regeret uafbrudt i 44 år fik SPD i 2001 det dårligste valgresultat siden 2. verdenskrig og mistede regeringsmagten. Ole von Beust (CDU) var overborgmester fra 2001 og genvandt et absolut flertal i 2004. Ved valget d. 24. feb. 2008 mistede CDU igen sit absolutte flertal. Efter længere koalitionsforhandlinger blev der for første gang i en tysk delstat dannet en koalition bestående af CDU og De Grønne.
I 2010 gik Ole von Beust af og Christoph Ahlhaus blev ny overborgmester. Efter koalitionens opløsning i efteråret 2010 blev der afholdt nyvalg til delstatsparlamentet. Dette blev vundet af SPD under Olaf Scholz med et absolut flertal.
Ved valg til die Bürgerschaft den 15. februar 2015 tabte SPD det absolute flertal og opnåede 45,6 procent. CDU fik 15,9 procent, Bündnis 90/Die Grünen 12,3 procent, die Linke 8,5 procent, FDP 7,4 procent og AfD 6,1 procent. SPD og Bündnis 90/Die Grünen dannede regering med Olaf Scholz som overborgmester.
I 2018 blev Olaf Scholz Tysklands vicekansler og finansminister, og blev efterfulgt af Peter Tschentscher som byens overborgmester.
Det har i årtier været diskuteret at lægge Hamborg sammen med andre nordtyske delstater. Forslagene rækker fra en sammenlægning af Hamborg med Slesvig-Holsten alene til en stor nordtysk delstat, der også omfatter Nedersaksen, Bremen og Mecklenburg-Vorpommern. På grund af de store forskelle i befolkningsstruktur og økonomi er der dog intet konkret kommet ud af debatten.

## Seværdigheder
- Elbphilharmonie er en koncerthus i Hafen City. Udover tre koncertsale rummer bygningen hotel, restauranter, boliger og parkeringshus samt en offentligt tilgængelig udsigtsplatform.
- Speicherstadt er en bydel med historiske lagerhuse i Hamborgs havn.
- Hamburg Dungeon er et kombineret rædselskabinet, show med skuespillere og forlystelse i den historiske bydel Speicherstadt
- Kunsthalle er et kunstmuseum, som fokuserer på malerier fra Hamborg i det 14. århundrede, malerier af hollandske og flamske kunstnere i det 16. og 17. århundrede, franske og tyske malerier fra det 19. århundrede og moderne kunst. Det består af tre sammenhængende bygninger beliggende i byens centrum, tæt ved Hamburg Hauptbahnhof.
- Altona er mere end beliggenheden ved Elben og nærheden af Reeperbahn. En af hovedattraktionerne er Fischmarkt, som har åbent hver søndag morgen på gaden Große Elbstraße.
- Reeperbahn
- St. Pauli
- Det Afghanske Museum – Museet åbnede i 1998 i Speicherstadt.
- Miniatur Wunderland – Modeljernbaneudstilling åbnet 2001 i Speicherstadt.
- Museum für Hamburgische Geschichte – Bymuseum.
- Museum für Kunst und Gewerbe
- St.-Michaelis-Kirche – Der Michel, den evangeliske (protestantiske) domkirke.
- Landungsbrücken
- Park Fiction

## Lokaltrafik
Hamborg og oplandet betjenes af fire former for sportrafik. U-Bahn (en slags Metro), S-Bahn, der minder meget om Københavns S-tog samt forstadstogene A-Bahn, der begynder hvor S- eller U-Bahn ender. Der udover findes også regionaltog. De steder i byen, der ikke dækkes af disse netværk, betjenes af busser. Alle systemerne samordnes under HVV, Hamburger Verkehrsverbund.

## Danske repræsentationer
Det officielle Danmark er repræsenteret med et generalkonsulat. Der er ca. 100 diplomatiske repræsentationer i Hamborg.
En dansk sømandskirke findes i det "portugisiske kvarter", et del af centrum nær havnen med historiske huse.

## Administrativ inddeling
Siden 1951 har Hamborg været inddelt i syv bezirke (distrikter), som pr. 1. januar 2011 består af i alt 104 bydele (Stadtteile). Bydelenes navne og grænser er ofte historiske, men der er også bydele af nyere herkomst. Af statistiske årsager er mange bydele yderligere opdelt i et eller flere kvarterer (Ortsteile). Pr. 1. januar 2011 er der i alt 181 kvarterer.
- Bezirke i Hamborg
- Bymidten
- Hamborgs motorveje

### Bezirke
- Altona
- Bergedorf
- Eimsbüttel
- Hamburg-Mitte
- Hamburg-Nord
- Harburg
- Wandsbek